# Erik Isberg
Erik Isberg, född 1735, död 9 april 1784 i Östergötlands län, var en svensk präst i Trehörna församling och Vallerstads församling.

## Biografi
Erik Isberg föddes 1735. Han var son till kyrkoherden i Vireda socken. Isberg blev 1754 student vid Lunds universitet, Lund och tog magistern 1760. Han prästvigdes 1759 och blev 1763 adjunkt i Stora Åby församling, Stora Åby pastorat. Han blev 1763 adjunkt i Röks församling, Röks pastorat och samma år extra ordinarie Skvadronspredikant vid Östgöta kavalleriregemente. Isberg blev 1764 adjunkt i Vikingstads församling, Vikingstads pastorat. Han blev 1765 kyrkoherde i Trehörna församling, Trehörna pastorat och 1783 prost. Sistnämnda år så blev han även kyrkoherde i Vallerstads församling, Vallerstads pastorat. Isberg avled 9 april 1784.

### Familj
Isberg var gift med Anna Sophia Edman. Hon var dotter till en rådman i Göteborg. De fick tillsammans sonen Erik Isberg.